# Genesis 1976-1982
Genesis 1976-1982 es una caja de CD que incluye los álbumes A Trick of the Tail, Wind & Wuthering, And Then There Were Three, Duke y Abacab. Además de Caras-B y EP.

## Canciones
CD 1. A Trick of the Tail (remezclado)
DVD 1. A Trick of the Tail en 5.1 surround sound, además:
- Entrevista con la banda en referencia al álbum (2006).
- Vídeos promocionales: "Robbery, Assault and Battery", "Ripples" y "A Trick Of The Tail".
- Genesis: In Concert (1977 filmado durante la gira de 1976). Incluye "I Know What I Like (In Your Wardrobe)", "Fly On A Windshield", "The Carpet Crawlers", "The Cinema Show", "Entangled", "Supper's Ready" y "Los Endos".
- Programa "White Rocks" de 1977 (galería de 8 páginas).

CD 2. Wind & Wuthering (remezclado)
DVD 2. Wind & Wuthering en 5.1 surround sound, además:
- Entrevista con la banda en referencia al álbum (2006).
- Aparición en la televisión americana en el programa The Mike Douglas Show en 1977, que incluye "Your Own Special Way" y "Afterglow".
- Aparición en la televisión japonesa en 1977, que incluye "Eleventh Earl of Mar", "One For the Vine", y "Your Own Special Way".
- Programa de la gira internacional de 1977 (galería de 13 páginas).

CD 3. ...And Then There Were Three... (remezclado, excepto "Say It's Alright Joe")
DVD 3....And Then There Were Three... en 5.1 surround sound, además:
- Entrevista con la banda en referencia al álbum (2006).
- Vídeos promocionales: "Many Too Many" y "Follow You Follow Me".
- "Three Dates With Genesis" (documental de la BBC, 1978).
- Programa de la gira japonesa de 1978 (galería de 15 páginas).
- Programa de Knebworth, de 1978 (galería de 4 páginas).
- Programa del festival alemán, de 1978 (galería de 10 páginas).

CD 4. Duke (remezclado)
DVD 4. Duke en 5.1 surround sound, además:
- Entrevista con la banda en referencia al álbum (2006).
- Vídeos promocionales: "Duchess", "Misunderstanding", "Turn it on Again".
- Live At The Lyceum, Londres 1980; que incluye "Behind the Lines", "Duchess", "Guide Vocal", "In the Cage", "Afterglow", "Dance on a Volcano" y "Los Endos".
- Programa de la gira de 1980 (galería de 16 páginas).

CD 5. Abacab (remezclado)
DVD 5. Abacab en 5.1 surround sound, además:
- Entrevista con la banda en referencia al álbum (2006).
- Vídeos promocionales: "Abacab", "No Reply At All", "Keep It Dark" y "Man On The Corner".
- Programa de la gira de 1981 (galería de 15 páginas).

CD 6. Caras-B y rarezas:
1. "Paperlate" (Banks/Collins/Rutherford) – 3:20
2. "Evidence of Autumn" (Tony Banks) – 4:58
  - Cara-B de "Misunderstanding", agosto de 1980 en Reino Unido
3. "Pigeons" (Tony Banks/Phil Collins/Mike Rutherford) – 3:12
4. "You Might Recall" (Banks/Collins/Rutherford) – 5:30
5. "Naminanu" – 3:52
  - Cara-B de "Keep it Dark"
6. "Inside And Out" (Tony Banks/Phil Collins/Steve Hackett/Mike Rutherford) – 6:45
7. "Vancouver" (Phil Collins/Mike Rutherford) – 3:01
8. "Me And Virgil" (Banks/Collins/Rutherford) – 6:18
9. "It's Yourself" (Tony Banks/Phil Collins/Steve Hackett/Mike Rutherford) – 6:15
  - Grabado durante la grabación de A Trick of the Tail (va a ser la canción que da paso a "Los Endos"), fue publicado como Cara-B de "Your Own Special Way" en febrero de 1977. La versión de este recopilatorio acaba antes que la versión original pero añade un verso extra, al tratarse de una maqueta temprana. A feche de 2007, la versión original de la Cara-B no ha sido publicada en CD.
10. "Match Of The Day" (Tony Banks/Phil Collins/Mike Rutherford) – 3:24
11. "Open Door" (Mike Rutherford) – 4:08
  - Cara-B de "Duchess", mayo de 1980 en Reino Unido
12. "The Day the Light Went Out" (Tony Banks) – 3:12
13. "Submarine" – 4:38
  - Cara-B de "Man on the Corner". Esta versión incluye el final original, a diferencia de la versión truncada de Genesis Archive 2: 1976-1992.

Notas:
"Match Of The Day", "Pigeons", y "Inside And Out" constituyen el EP Spot the Pigeon, publicado en 1977.
"Vancouver" y "The Day The Light Went Out" son las Caras-B de "Many Too Many", publicado en junio de 1978.
"Paperlate", "You Might Recall", y "Me And Virgil" constituyen el EP 3 X 3, publicado en 1982 en Reino Unido. Es Estados Unidos y Canadá, estas tres canciones junto con "Evidence Of Autumn" y "Open Door" constituían la cuarta cara de Three Sides Live. Todas las Caras-B y rarezas en 5.1, además:
Entrevista con la banda sobre estas remasterizaciones (2006).
Vídeo promocional: "Paperlate".

## Formación
Tony Banks – teclados, coros

Phil Collins – batería, percusión, voz, coros

Mike Rutherford – guitarras, bajo

Steve Hackett – guitarras en A Trick of the Tail, Wind & Wuthering y las pistas 3, 6, 9, 10 del CD 6
Músicos adicionales
David Hentschel – Coros en CD 4
- Datos: Q5532795